# Historias de fútbol
Historias de fútbol és una pel·lícula xilena de 1997, dirigida per Andrés Wood, en la qual apareixen tres històries amb un patró comú: el futbol.

## Sinopsi
Tres històries connectades a través del futbol i la passió que de diferents formes, produeix.
A la primera "No le crea", un crack prometedor d'un club de barri a Peñalolén (Daniel Muñoz), està en la disjuntiva de si accedir o no als foscos criteris d'un dirigent (Fernando Gallardo).
A la segona "Último gol gana", un grup de nens, habitants de la ciutat de Calama, es fan d'una pilota que sali volant de l'estadi on juga Cobreloa contra Universidad de Chile. Qui serà l'amo, quin és el valor d'ella, és el que donarà voltes.
I a la tercera "Pasión de multitudes", un jove santiaguino (Néstor Cantillana) es troba encallat en l'Illa Gran de Chiloé el dia d'un partit decisiu de la selecció nacional en el mundial d'Espanya 1982. Dues germanes solteres (Elsa Poblete i María Izquierdo), propietàries de l'únic televisor de la zona, es disputen la iniciació sexual del jove.

## Elenc

### No le crea
- Daniel Muñoz - Carlos González
- Fernando Gallardo - Ángel Villablanca
- Pablo Striano - Fernando
- Ximena Rivas - Núvia de futbolista
- Pedro Villagra - Cristián Riquelme
- Hugo Tramón - Matón

### Último gol gana
- Manuel Aravena - Pablo
- Tichi Lobos - mamà de Pablo
- Juan Acieta
- Luis Alvial
- Fernando Bertoglio
- Jorge Cortés
- Alonso González
- Lisethe Vicencio
- Rodrigo Llompard
- Marcelo Palma

### Pasión de multitudes
- Néstor Cantillana - Francisco
- Elsa Poblete - Elvira
- María Izquierdo - Manuela
- Francisco González - Renato
- Boris Quercia - René
- Hugo Medina - Don Mario
- Rodolfo Pulgar - Ramiro
- Gustavo Meza - Yerson

## Premis
La pel·lícula va rebre el premi al millor director novell al Festival Internacional de Cinema de Sant Sebastià 1997, el Premi India Catalina al Festival Internacional de Cinema de Cartagena de Indias de 1998, el Premi Casa de América al Festival Internacional de Cinema de Comèdia de Peníscola i el Kikito d'Or a la millor actriu al Festival de Gramado.

## Curiositats
- Una de les històries està basada en el conte: "Puntero izquierdo" de Mario Benedetti, i "Pasión de multitudes" fou escrit per René Arcos.
- Les instruccions de l'entrenador en l'inici de la pel·lícula, corresponen al poema La persecución del poema y la poesía según mi padre conmigo jugando fútbol de Mauricio Redolés